# First Wave
First Wave är en kanadensisk science fiction-TV-serie som sändes 1998–2001 på den amerikanska TV-kanalen Sci-Fi Channel. I Sverige började serien sändas 2 maj 2000. Serien, som består av tre säsonger om vardera 22 stycken 60-minutersavsnitt, spelades in i Vancouver i Kanada.

## Handling
Serien handlar om Cade Foster, spelad av Sebastian Spence, som upptäcker att Jorden är invaderad av utomjordningar med mål att förslava mänskligheten. Foster och en udda cyberjournalist, "Crazy" Eddie Nambulous, spelad av Rob LaBelle, försöker förhindra utomjordingarna från att lyckas. Genom att undersöka märkliga skeenden med kopplingar till versrader av Nostradamus – versrader som förutsäger "tre vågor som kommer att förstöra jorden, om inte den dubbelt välsignade människan kan stoppa dem" – hoppas de finna ett sätt att rädda mänskligheten. För att ytterligare komplicera det hela, är Foster dessutom oskyldigt anklagad för mord på sin fru, och är därför ständigt jagad av polisen.